# Івангород (авіабаза)
Авіабаза Івангород — покинутий військовий аеродром, розташований поблизу села Івангород Уманського району Черкаської області.

## Історія
З 16 по 20 липня 1941 року на аеродромі базувався 211-й бомбардувальний авіаційний полк на Су-2.
Після війни летовище виконувало функцію польового аеродрому 702-го навчального авіаційного полку Чернігівського вищого військового авіаційного училища льотчиків.
6 листопада 1995 року постановою Кабінету Міністрів України аеродром було передано на баланс області. Згодом аеродром занепав, від нього нічого не залишилось.
13 червня 2013 року на території колишнього аеродрому проходив чемпіонат України по повітряному бою радіокерованих авіамоделей.